# Óscar Upegui
Óscar Upegui (Piedecuesta, Santander; 29 de septiembre de 1969) es un exfutbolista colombiano, actualmente está sin equipo tras ser despedido del Atlético Bucaramanga.

## Como futbolista
Profesionalmente jugó durante 15 años, en los que pasó por distintos clubes como: Atlético Bucaramanga, independiente Santa Fe, Junior de Barranquilla y Deportivo Pasto disputando casi 500 partidos oficiales en los que llegó a anotar 4 goles.

### Deportivo Pasto
Fue su último equipo como futbolista profesional, equipo con el que disputó la final del Torneo Finalización 2002 y la Copa Sudamericana en el 2003 convirtiéndose en capitán y titular indiscutible desde su llegada.

## Como entrenador

### Atlético Bucaramanga
Tras su retiro Upegui comenzaría su etapa como entrenador dirigiendo en las inferiores del Atlético Bucaramanga durante casi 3 años.
Para el torneo finalización 2007 se le nombró como entrenador del equipo profesional. Luego de un muy mal arranque con un registro de un empate ante el Deportivo Pereira y 3 derrotas ante Boyacá Chicó, Santa Fe y La Equidad sería despido de su cargo y en su reemplazo llegaría Eduardo Julián Retat. Años más tarde Upegui regresaría a la institución asistiendo a Miguel Augusto Prince.

### Alianza Petrolera
En su primera etapa con Alianza Petrolera de la segunda división fue presentado el día 28 de agosto de 2008 dirigiendo desde la fecha 11 del torneo finalización. y se mantuvo hasta la última fecha del torneo apertura 2009 en donde no consiguió ninguna victoria siendo remplazado por "La Gambeta" Estrada.
De allí Upegui pasa a dirigir la Sub-20 de una filial del Cúcuta Deportivo en la ciudad de Ocaña entre 2011-2012.
En su segunda etapa con Alianza Petrolera Upegui dirige entre el 15 de marzo de 2015 y el 11 de abril de 2016. Tras 53 partidos en el cargo, el presidente Héctor Estrada confirma la salida de Upegui del club por los malos resultados.

### Chorrillo-Universitario
El día 20 de septiembre de 2016 fue presentado como nuevo entrenador del Chorrillo Fútbol Club de Panamá se mantuvo en el cargo hasta 30 de diciembre del mismo año.
Regresa al club meses después en marzo de 2018 dirigiendo desde la fecha 13 del Torneo Clausura. Para julio de ese mismo año el club se fusiona con otro y él continua en el proyecto como entrenador principal. Allí dirigé hasta la fecha 8 del Torneo Apertura siendo remplazado por Julio Medina lll.

### Jaguares de Córdoba
Dirigió a Las Fieras del Sinú entre el 14 de marzo de 2019 y el 27 de agosto del mismo año.

## Clubes

### Como jugador
| Club                 | País                | Temporada           | Partidos | Goles |
| -------------------- | ------------------- | ------------------- | -------- | ----- |
| Atlético Bucaramanga | Colombia            | 1989-1995, 2001     | 178      | 2     |
| Santa Fe             | Colombia            | 1995-1998, 2000     | 165      | 1     |
| Junior               | Colombia            | 1999                | 38       | 0     |
| Deportivo Pasto      | Colombia            | 2002-2004           | 144      | 1     |
| Total en su carrera  | Total en su carrera | Total en su carrera | 490      | 4     |

### Otros cargos
| Club                 | País     | Año         | Rol                               |
| -------------------- | -------- | ----------- | --------------------------------- |
| Atlético Bucaramanga | Colombia | 2010        | Asistente de: Nano Prince         |
| Cúcuta Deportivo     | Colombia | 2011 - 2012 | Formador Filial Ocaña             |
| Atlético Bucaramanga | Colombia | 2013 - 2014 | Asistente de: Nano Prince         |
| Alianza Petrolera    | Colombia | 2014        | Asistente de: Adolfo León Holguín |
| Atlético Bucaramanga | Colombia | 2017        | Asesor Gerencial                  |
| Atlético Bucaramanga | Colombia | 2019 - 2020 | Presidente                        |

### Como entrenador
| Club                 | País                | Año                 | Partidos dirigidos |
| -------------------- | ------------------- | ------------------- | ------------------ |
| Atlético Bucaramanga | Colombia            | 2007                | 4                  |
| Alianza Petrolera    | Colombia            | 2008 - 2009         | 31                 |
| Alianza Petrolera    | Colombia            | 2015 - 2016         | 53                 |
| Chorrillo            | Panamá              | 2016                | 12                 |
| Chorrillo            | Panamá              | 2018                | 6                  |
| Universitario        | Panamá              | 2018                | 8                  |
| Jaguares de Córdoba  | Colombia            | 2019                | 22                 |
| Atlético Bucaramanga | Colombia            | 2021                | 9                  |
| Total en su carrera  | Total en su carrera | Total en su carrera | 140                |

## Estadística como entrenador
Actualizado al último partido dirgido el 31 de agosto de 2021.
| Equipo                          | Torneo                | Partidos | Partidos | Partidos | Partidos |
| Equipo                          | Torneo                | PD       | PG       | PE       | PP       |
| ------------------------------- | --------------------- | -------- | -------- | -------- | -------- |
| Atlético Bucaramanga · Colombia |                       |          |          |          |          |
| Primera A 2007                  | 4                     | 0        | 1        | 3        |          |
| Primera A 2021                  | 7                     | 4        | 1        | 2        |          |
| Copa Colombia 2021              | 2                     | 1        | 1        | 0        |          |
| Total club                      | 13                    | 5        | 3        | 5        |          |
| Alianza Petrolera · Colombia    |                       |          |          |          |          |
| Primera B 2008                  | 8                     | 1        | 2        | 5        |          |
| Copa Colombia 2008              | 1                     | 0        | 0        | 1        |          |
| Primera B 2009                  | 18                    | 0        | 5        | 13       |          |
| Copa Colombia 2009              | 4                     | 1        | 2        | 1        |          |
| Primera A 2015                  | 32                    | 10       | 11       | 11       |          |
| Copa Colombia 2015              | 4                     | 0        | 1        | 3        |          |
| Primera A 2016                  | 12                    | 2        | 4        | 6        |          |
| Copa Colombia 2016              | 5                     | 2        | 3        | 0        |          |
| Total club                      | 84                    | 16       | 28       | 40       |          |
| Chorrillo · Panamá              |                       |          |          |          |          |
| Apertura 2016                   | 12                    | 8        | 3        | 1        |          |
| Clausura 2018                   | 6                     | 1        | 4        | 1        |          |
| Total club                      | 16                    | 9        | 7        | 2        |          |
| Universitario · Panamá          |                       |          |          |          |          |
| Apertura 2018                   | 8                     | 3        | 2        | 3        |          |
| Total club                      | 8                     | 3        | 2        | 3        |          |
| Jaguares de Córdoba · Colombia  |                       |          |          |          |          |
| Primera A 2019                  | 18                    | 5        | 8        | 5        |          |
| Copa Colombia 2019              | 4                     | 0        | 1        | 3        |          |
| Total club                      | 22                    | 5        | 9        | 8        |          |
| Total como entrenador           | Total como entrenador | 140      | 36       | 48       | 56       |